# 朗贝尔府邸
朗贝尔府邸（法語：Hôtel Lambert）是位於法國首都巴黎4區聖路易島最東端的一座豪宅。2013年7月10日，朗贝尔府邸曾經發生失火事件。朗贝尔府邸修建於1640年至1644年期間。

## 外部連結
- 维基共享资源上的相關多媒體資源：朗贝尔府邸

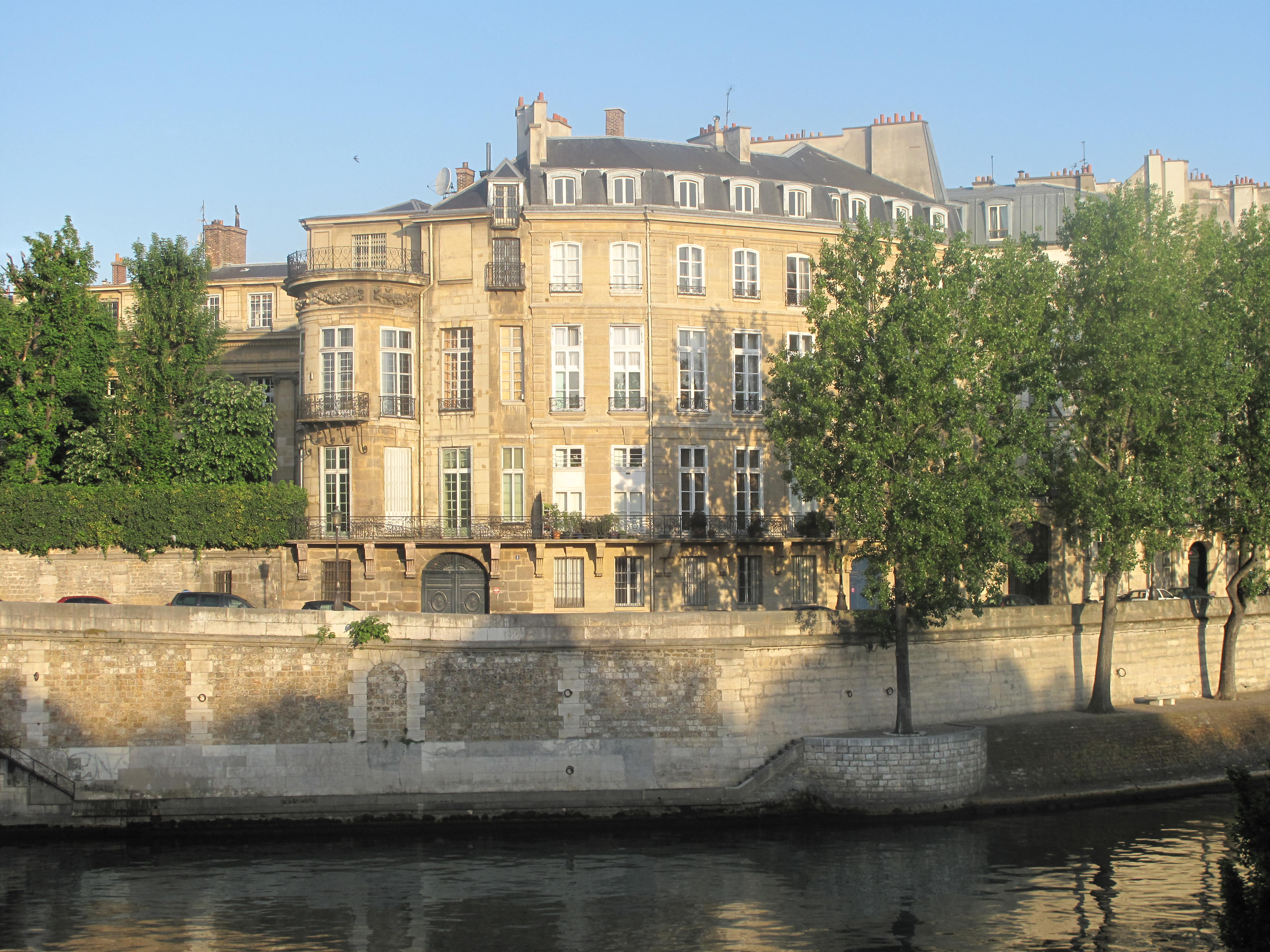
朗贝尔府邸

- Hôtel Lambert - from the Encyclopedia of 1848 Revolutions
- Petition for preservation of Hôtel Lambert （页面存档备份，存于）

48°51′03″N 2°21′34″E / 48.85083°N 2.35944°E